# 明日の勝ち馬検討社
明日の勝ち馬検討社（あすのかちうまけんとうしゃ）は、グリーンチャンネルで放送されていた、競馬に関するテレビ番組。略称は「勝検（かちけん）」。

## 放送時間
毎週土曜日の下記時間帯に放送。
- 17:00 - 17:30（生放送）
- 25:30 - 26:00（再放送）

金杯の前日を除く月曜日に競馬開催がある場合は前日の日曜日にも放送される。また、編成の都合により上記時間以外に放送されることもある。また、「中央競馬はくぼ」が放送される期間中は30分繰り下げて17:30- 18:00とに変更となる（再放送は通常通り、2008年は休止）。

## 概要
2008年1月5日に放送開始。「明日の勝ち馬検討社」という架空の競馬新聞社が舞台で、どこよりも早く翌日の競馬の予想をするという設定となっている。番組内では新聞社のデスク(司会)と中央競馬の開催ごとに実際の競馬新聞社の記者が「編集長」として登場し、デスクと編集長の2人が翌日のレースの予想の会議をするという形式で進められる。また、女性スタッフが総務部員として出演。CM直前にお茶を出したり、出演者の後ろでフリップを持ったりしている。秘書課に所属している設定となっている水野由加里も「小倉デスクのひとりごと」のコーナーに時折出演している。
グリーンチャンネルでは、2007年まで競馬専門紙記者による日曜日のレース予想を「明日のレース分析」で放送してきたが、2008年1月より競馬ライターによる予想番組「KEIBAコンシェルジュ」の放送開始にともない、土曜日に競馬専門紙記者の予想を見られるのはこの番組のみとなった。また、2010年1月9日からはJRA-VAN協力の下、競馬データベースソフトTARGET frontierやオンラインデータベースJRA-VAN NEXTなどを用いてのデータ予想も行っている。これも2008年は「明日のレース分析」の1コーナーであった「データでVANVAN!」、2009年は特別番組として大レース開催時に放送された「データでVANVAN!」を引き継いでいる。
2013年12月で終了。後継は「教えてVANdaくん! 勝ち馬リサーチャー」

### 司会(デスク)
- 小倉勝茂 ( - 2012年12月)
- 宇田川晃希（シーランド）（2013年1月 - 2013年12月）

## レギュラーコーナー
- 日曜競馬展望 - 日曜日のメインレースを中心に予想する。
- 土曜競馬回顧 - 土曜日の競馬の中から、メインレースなど注目されるレースの回顧を行う。
- 自信の勝負レース - 翌日全レースの中から、編集長が自信の勝負レースの予想を紹介する。
- 大見出し発表 - 翌日の新聞一面の大見出しを発表する。
- 小倉デスクのひとりごと - 番組の最後に、小倉が本日の感想などを語る。

また、下記の炎の十番勝負の途中経過を「十番勝負ニュース」として随時放送する。

## 炎の十番勝負
春と秋の各GIシーズンの直前に、グリーンチャンネルの各番組の出演者らが中央競馬のGI級競走の勝ち馬を予想する企画。視聴者も参加することができる。
参加者は対象競走で優勝すると予想する馬を1頭ずつ指名する。指名馬の着順に応じてポイントが与えられ、シーズン終了後にその合計ポイントが最も多い者が優勝となる。ポイントは1着が10ポイント、2着が3ポイント、3着が1ポイント。着順が4着以下であったり、指名馬が出走しなかった場合は0ポイントとなっている。
この企画はホースステーションで始まり、その後知りたいKEIBA情報局やRIDE ON 22などの番組に引き継がれながら続いてきた。2008年からは謎の女オーナー「Miss U」が興行権を買収したという設定で当番組が引き継ぎ、通常の放送枠とは別に特別番組（「明日の勝ち馬検討社延長戦」「明日の勝ち馬検討社特別編集」など）として放送されている。
2008年春シーズンには、この企画で過去数回優勝している宮川一朗太が客員編集長として出演。その他に水野由加里が秘書課から派遣されたという設定で小倉とともに司会を担当し、荘司典子が南関担当デスク、平松さとしがトレセン担当契約記者として出演。同年秋シーズンは、小倉、水野、荘司が出演した。
2013年春シーズンは小堺翔太、星野涼子、辻三蔵の3人が担当したため「明日の勝ち馬検討社」の担当者は1人も出ていないが、十番勝負新聞が「明日の勝ち馬検討社」から発行されている。